# Amelie Beese

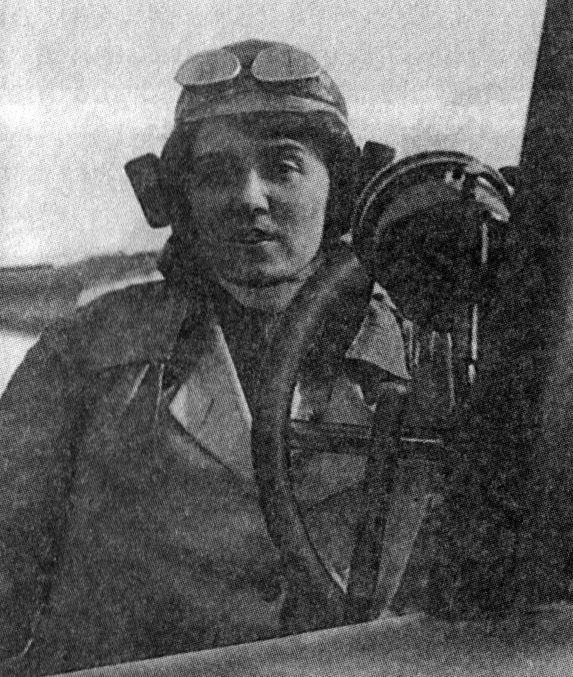
Melli Beese en un Rumpler-Taube en 1911

Amelie Hedwig Boutard-Beese (13 de septiembre de 1886 – 22 de diciembre de 1925), también conocida como Melli Beese, o Amelie Beese, fue la primera mujer piloto e ingeniera aeronáutica alemana.

## Trayectoria
Amelie Beese nació en Dresde el 13 de septiembre de 1886, hija de Alma Wilhemine Hedwig Beese y Friedrich Karl Richard Beese, arquitecto y maestro constructor. Tenía un hermano menor, Edgar, y dos medios hermanos del primer matrimonio de su padre, Hertha y Kurt.
En 1906, Beese decidió seguir una carrera artística como escultora; sin embargo, tuvo que abandonar su Alemania natal para estudiar, ya que las escuelas de arte alemanas no admitían alumnas. Estudió en la Real Academia de Estocolmo entre 1906 y 1909, donde creó numerosas obras, entre ellas un busto de bronce del pintor Allan Egnell. Ganó un premio por una escultura grupal, Los futbolistas. Durante este período, aprendió a navegar y se interesó por el esquí.
Cuando regresó a Dresde en 1909, su padre le construyó un estudio en la nueva casa de la familia en Blasewitz. Hablaron sobre volar, que se estaba haciendo conocido para el público en Alemania, inspirado por el publicitado vuelo de Louis Bleriot desde Calais a Dover en septiembre de 1909. Fue durante este período cuando Amelie desarrolló el deseo de convertirse en piloto. Su padre la animó a asistir a la Escuela Politécnica de Dresde para prepararse  y convertirse en aviadora (esperando que se aburriera) y comenzó a estudiar matemáticas, construcción naval e ingeniería aeronáutica. Menos de un año después, convenció a su padre de su seriedad y él aceptó financiar sus estudios y gastos de manutención en una escuela de vuelo de Berlín.

## Interés por la aviación
En noviembre de 1910 viajó a Johannisthal, el primer aeródromo inaugurado en Berlín, dirigido por Georg von Tschudi. Allí conoció a aviadores de distintas naciones y a responsables de las primeras empresas constructoras de aviones, como Rumpler, y comenzó a buscar un instructor. Los estudiantes de Johannisthal se reunieron en el Café Senftleben y Beese se unió a ellos, aunque fue menos bienvenida en el campo de vuelo, donde luchó para conseguir que alguien aceptara enseñarle a volar. Finalmente, Robert Thelen, el jefe de construcción noruego de una pequeña empresa de construcción de aviones llamada Ad Astra, la aceptó como estudiante en el tiempo libre que tuviera. Así Amelie trabajaría en el taller de ingeniería durante el resto del tiempo. En diciembre de 1910, Beese realizó su primer vuelo con Thelen que le quería enseñar a volar. El 12 de diciembre, la hermana mayor de Beese, Hertha von Grienberger, fue a verla volar, pero una cadena del aparato se rompió durante el vuelo y se produjo un choque que horrorizó a Hertha y dejó a Beese con un pie gravemente herido y varios huesos rotos: costillas, nariz y pierna. Beese informó a sus padres sobre el accidente, pero su padre murió muy poco después de un ataque cardíaco y ella regresó a la casa familiar. La familia animó a Beese a dejar de volar, pero ella regresó a Johannisthal en enero, aunque Thelen la evitó.
En 1911, las regulaciones relativas a las pruebas de vuelo se hicieron más estrictas, y Beese, que en ese momento era una piloto inexperta, encontró cada vez más difícil convencer a aviadores más experimentados para que le enseñaran.
Sin embargo, en mayo de ese año encontró un nuevo instructor en Weimar, Robert Von Mossner, quien le permitió tomar por primera vez el control total de un avión, volando su máquina Wright. Beese, animada por esta experiencia de vuelo, pero decepcionada por el tiempo perdido arreglando el viejo avión en lugar de volarlo, trató de ganar más tiempo de vuelo y habló con el director de Johannisthal para este fin, regresando allí a un campo de vuelo actualizado. El director de Johannisthal, Georg von Tschudi, convenció al diseñador de aviones Edmund Rumpler para que aceptara a Beese como alumna.
Ambos hombres esperaban que se generara revuelo publicitario si permitían que una aviadora participara en la exhibición de vuelo, pero a finales de julio de 1911 se le permitió a Beese volar sin ayuda. Se enfrentó a varios reveses, incluido el sabotaje de su avión por parte de otros aviadores participantes que estaban preocupados de que las mujeres piloto les robaran protagonismo. Sin embargo, participó en la exhibición de vuelo, volando un Rumpler-Taube, convirtiéndose en la primera mujer piloto en Alemania el 13 de septiembre de 1911, su vigésimo quinto cumpleaños, y se le otorgó la licencia de piloto alemana No. 115.

## Escuela de vuelo y desarrollo de aeronaves
1912 fue un año lleno de acontecimientos para Beese. Beese abrió una escuela de vuelo, la Melli Beese Flying School en el aeródromo de Johannisthal, con la ayuda financiera de su madre y de un empresario de Dresde, Karl A. Lingner, y en asociación con el francés Charles Boutard y Hermann Reichelt. Compraron tres aviones y Adolph Ludwig se unió a ellas como mecánico de la escuela. Boutard obtuvo una licencia de vuelo alemana el 4 de abril de 1912 y ayudó a Melli con la enseñanza de sus alumnos. La escuela tenía un buen historial de seguridad, pero no podía atraer suficientes alumnos, por lo que Beese despidió a Reichelt.
En 1912, el gobierno alemán desarrolló un programa de Donaciones Nacionales de Vuelo para recaudar dinero para desarrollar tecnología y entrenamiento de aviación, habiendo decidido que los aeroplanos tenían un uso militar y se sintió desafiada por el hecho de que todos los récords de aviación importantes estaban en manos de los franceses. Beese esperaba beneficiarse de esta financiación para desarrollar su trabajo, pero como Boutard era francés, su empresa no podía recibir legalmente trabajo relacionado con lo militar. Ella pensó que un nuevo avión de última generación ayudaría a atraer alumnos y utilizó su temprana formación en arquitectura para comenzar a diseñar y patentar un avión plegable.

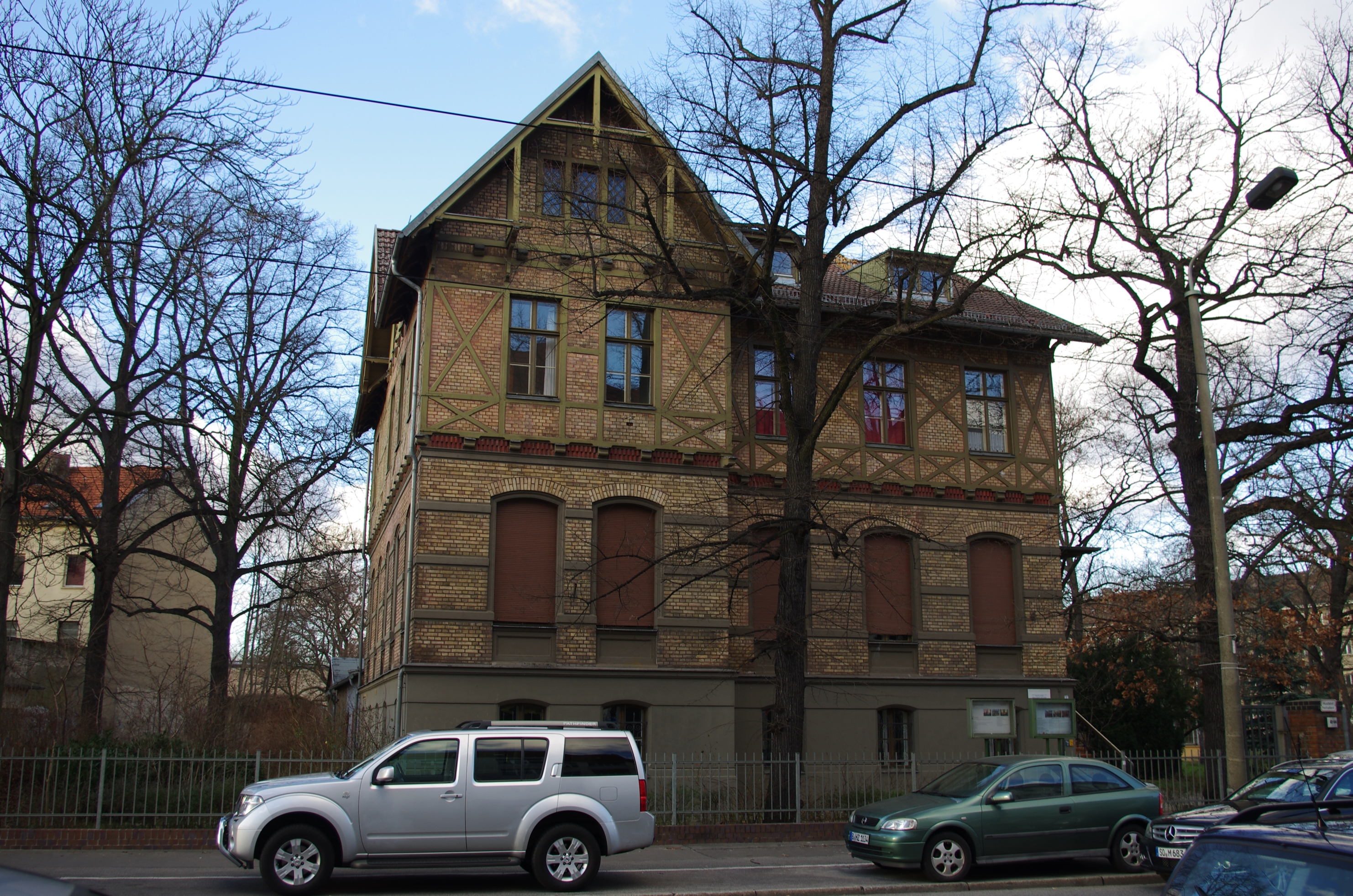
Sterndamm 82 - 84 Johannisthal, la casa de Melli Beese y Charles Boutard

## Primera Guerra Mundial
Con Charles Boutard trabajó Amelie en los planos de un hidroavión. Su relación con Boutard se hizo estrecha y ambos se casaron el 25 de enero de 1913. La pareja vivió en la Villa Trützschler, en la entonces Kaiser-Wilhelm-Strasse 3-4 en Berlín-Johannisthal (hoy Sterndamm 82).
Después de casarse con Boutard, y a pesar de permanecer en Alemania, Beese se convirtió en ciudadana francesa ya que una mujer adoptaba la ciudadanía de su marido y ella perdió la suya al casarse con un extranjero según la legislación alemana de la época. Esto la hizo inelegible para trabajar en aeródromos o aviones alemanes durante la Primera Guerra Mundial. Finalmente, ella y su marido fueron arrestados y juzgados como "extranjeros indeseables". Charles Boutard fue internado y se trasladó a Wittstock durante toda la guerra.
Tras concluir el armisticio entre Alemania y los aliados, los Beese-Boutard presentaron una demanda reclamando una compensación por los bienes confiscados durante el internamiento de Charles. Los procesos continuaron durante la mayor parte del resto de su vida, aunque el valor de la compensación reclamada disminuyó con la hiperinflación que sufrió Alemania durante el período de Weimar. A pesar de los problemas sufridos debido a los continuos juicios y los problemas económicos que atravesaba toda Alemania, Amelie Beese-Boutard pensó hacer una película que documentara su vuelo. Algunas piezas fueron filmadas y aún sobreviven, y fueron incluidas en una película realizada por Walter Jerven en 1940.

## Muerte

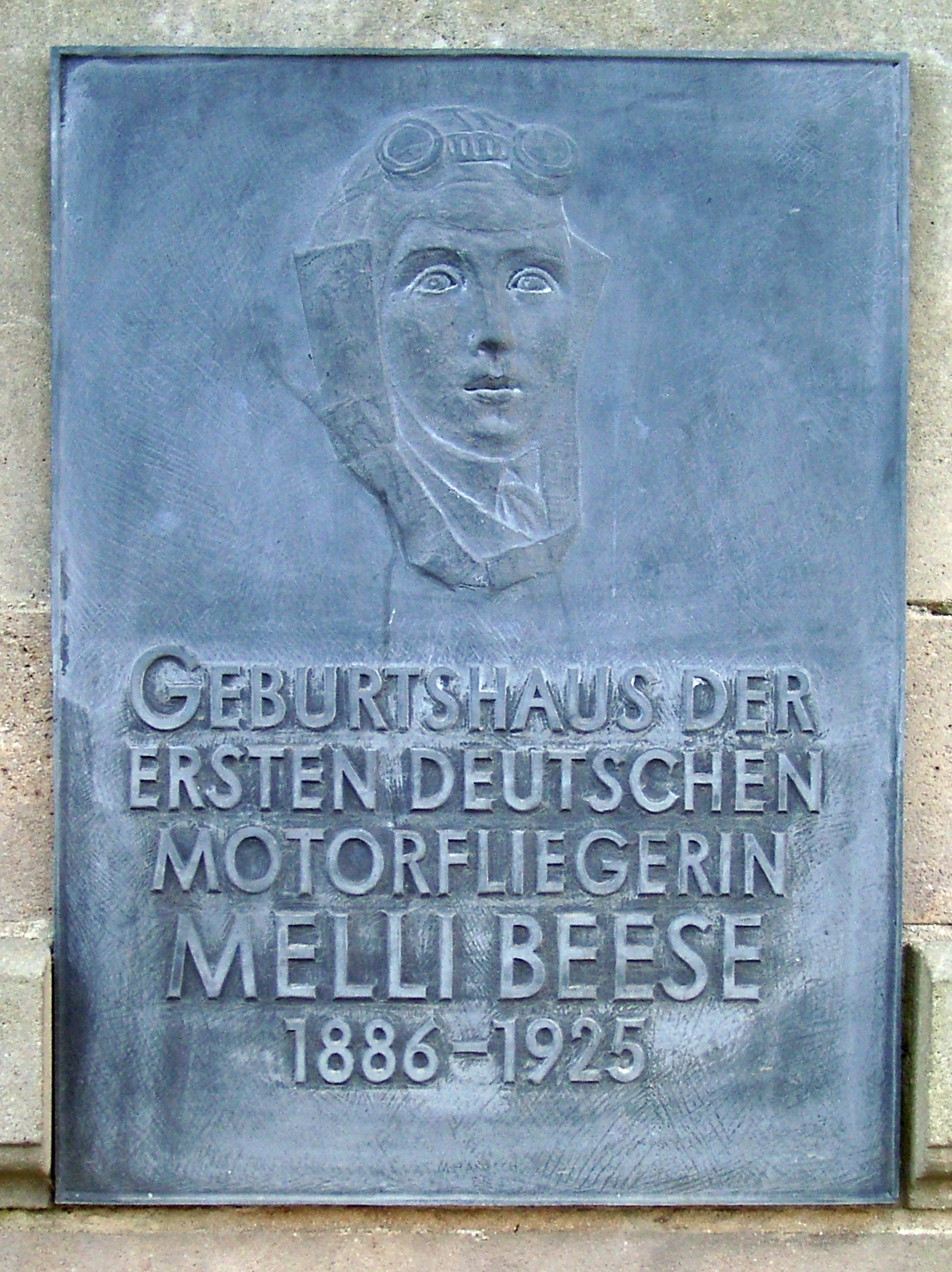
Placa conmemorativa en la casa natal de Melli Beese en Dresde -Laubegast. La inscripción dice: "Lugar de nacimiento de la primera mujer piloto de avión alemana".

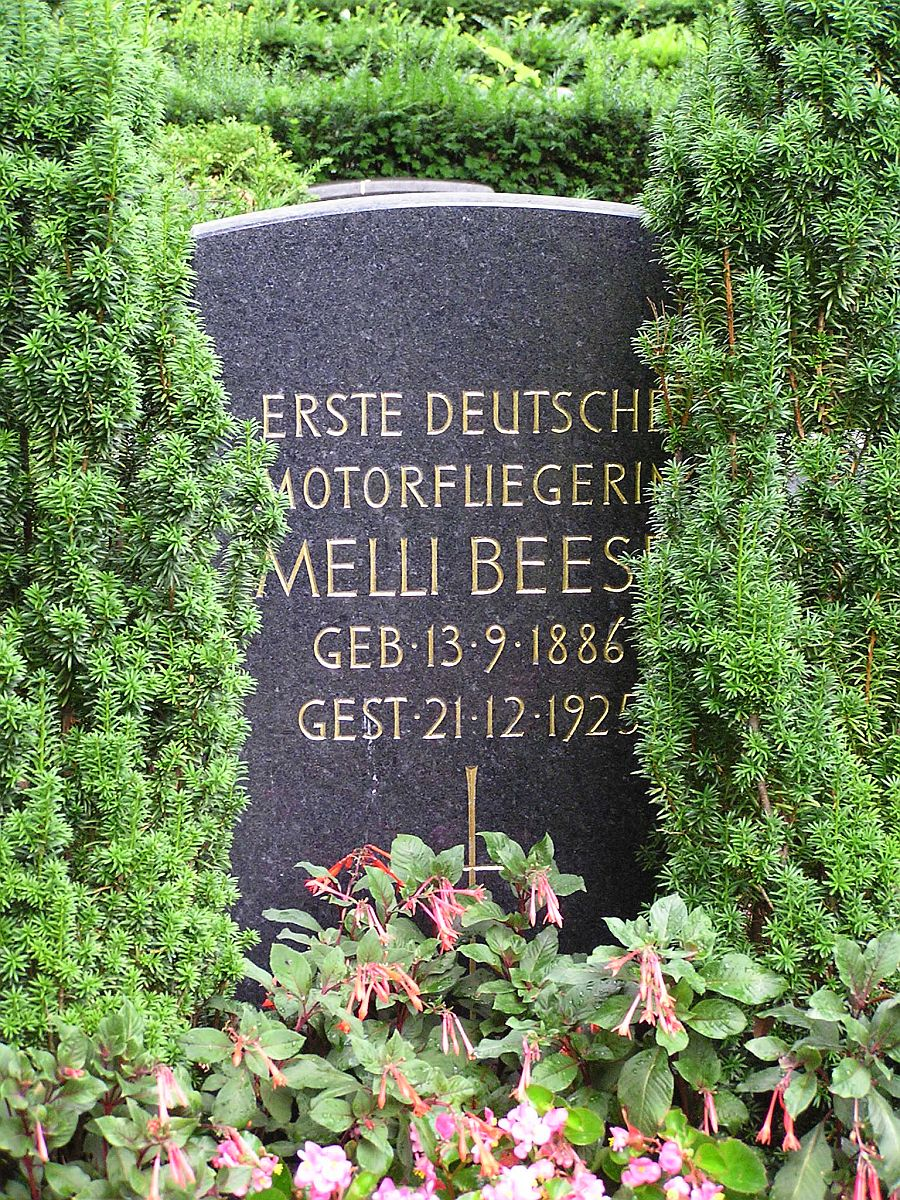
La tumba de Melli Beese

El matrimonio de Beese se deterioró. En 1925, la pareja se había separado y Beese vivía sola en Schmargendorf. Beese tuvo un desafortunado accidente ese mismo año, estrellándose el avión que estaba volando cuando volvió a solicitar su licencia de piloto. El 22 de diciembre de ese año se pegó un tiro en su apartamento de Berlín. Está enterrada en el cementerio de Berlín-Schmargendorf.

## Legado y conmemoración
El aeródromo de Johannisthal, donde Beese comenzó su carrera como aviadora, ha desaparecido bajo el cambiante paisaje de Berlín; no queda rastro alguno de él salvo los nombres de calles locales como Pilotenstraße y Segelfliegerstraße. En Wilmersdorf, en la esquina de las calles Storckwinkel y Schwarzbacherstraße, hay un pequeño parque conmemorativo que lleva su nombre.

En 1992, la calle 19 en Treptow pasó a llamarse Melli-Beese-Straße. Se le dedica una exposición en el Heimatmuseum de Treptow, en los suburbios orientales de Berlín. En Frankfurt - Bockenheim hay una calle Melli-Beese-Straße.
En 1993 se fundó en Berlín el club de vuelo Aeroclub Mellie Beese.
En 2004, el distrito de Tempelhof de Berlín decidió denominar al paso peatonal entre Hoeppnerstraße y Hessenring el Melli-Beese-Promenade.
La vida de Beese fue la inspiración para la novela de Aris Fioretos de 2020, Nelly Bs Herz.
Una escuela cerca del antiguo aeródromo de Johannisthal lleva su nombre y la carretera de acceso al aeropuerto de Berlín se llama Melli-Beese Ring.

## Película
Die tollkühne Fliegerin Melli Beese – Das Schicksal der ersten deutschen Pilotin aus Dresden, TV-Dokumentation von Jörn E. Runge, MDR-Produktion (Lebensläufe, Folge 87), 2005. https://www.imdb.com/title/tt0880194